# Жонатан Жаній
Жонатан Жаній (фр. Jonathan Janil; нар. 24 вересня 1987, Кан) — французький хокеїст, захисник клубу другого дивізіону Франції «Драккар де Кан». Грав за національну збірну Франції.

## Ігрова кар'єра
Уродженець Кану Жонатан є вихованцем місцевої команди «Драккар де Кан», в основному складі якого і розпочав професійну хокейну кар'єру 2005 року.
У сезоні 2010–11 захисник перейшов до клубу «Драгон де Руан».
У квітні 2015 року Жонатан перейшов до клубу «Боксер де Бордо».
18 квітня 2020 року повернувся до складу «Драккар де Кан», кольори якого наразі і захищає..
Грав за юніорську, молодіжну та національну збірну Франції.

## Нагороди та досягнення
- Чемпіон Франції в складі «Драгон де Руан» — 2011, 2012.
- Володар Континентального кубка в складі «Драгон де Руан» — 2012.

## Родина
Батько Жонатана є уродженцем Сен-П'єра і Мікелону, і він має сім'ю на острові, яку регулярно відвідує.